# Concheiros von Comporta
Koordinaten: 38° 23′ 0″ N, 8° 47′ 0″ W
Die Concheiros von Comporta (auch Muschelhaufen von Sado genannt) sind vorzeitliche Küchenabfallhaufen unterschiedlicher Zeitstellung (vom Mesolithikum bis zum Ende des Neolithikums).
Sie liegen nördlich von Comporta. Der Ort liegt auf der Meerseite des Mündungstrichters des Rio Sado, etwa 20 km südlich von Setúbal in Portugal.

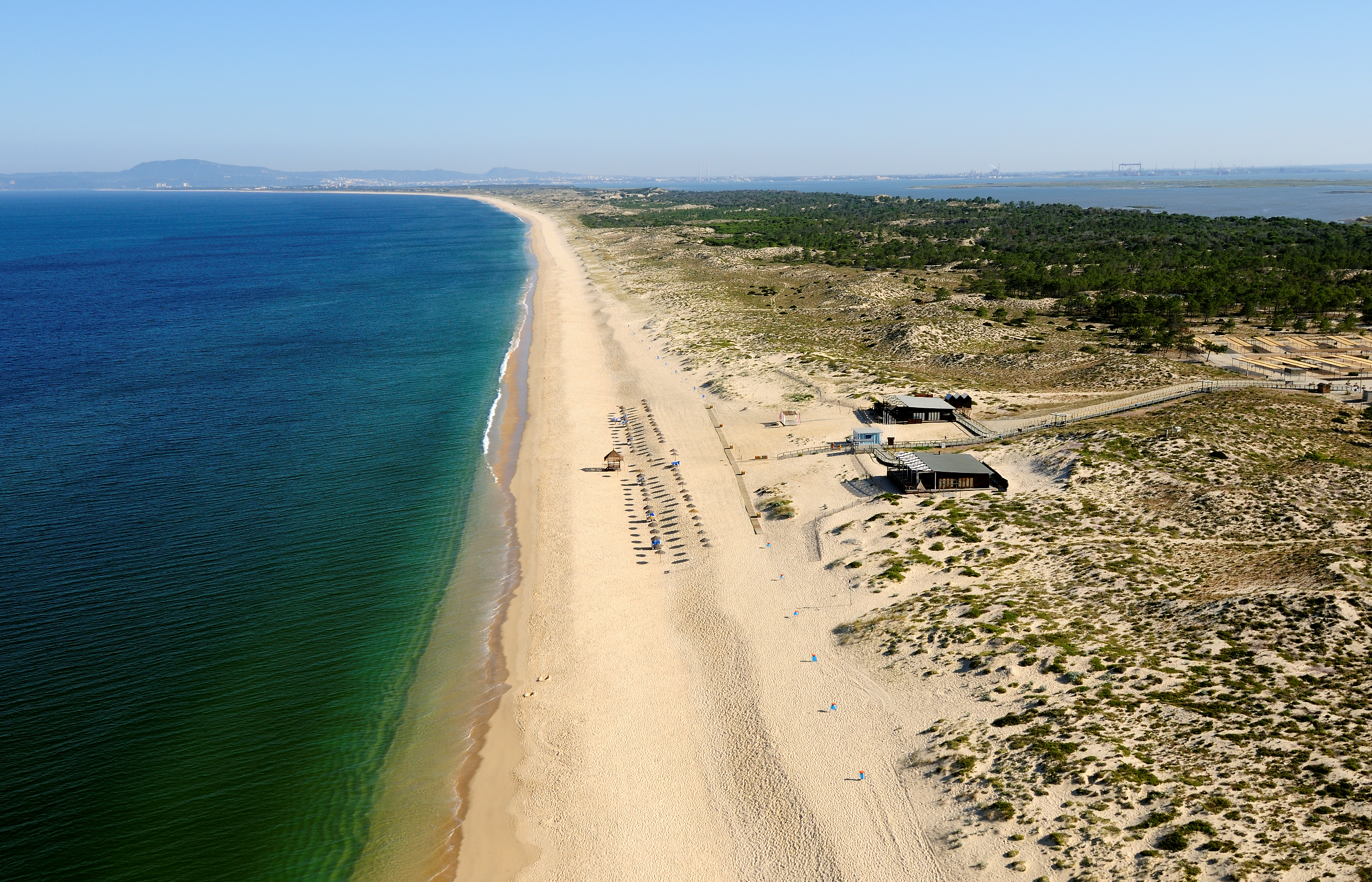
Strand von Comporta

Zentral, etwa 1,5 km nördlich von Comporta, direkt vor den Häusern des Celeiro Velho liegt der Concheiro Cambado. Die Concheiros Barrosinha, Malhada Alta, Pontal, Possanco (Malhinha oder Malhadinha) und Sapalinho liegen in der Nähe. 
Es handelt sich um Sanddünen, die entweder im Mesolithikum oder während der neolithisch-kupferzeitlichen Epoche (etwa 3500–1500 v. Chr.) zumindest saisonal besiedelt waren. Da die damaligen Bewohner bevorzugt Muscheln verzehrten, hat sich auf manchen Sandhügeln eine mehr oder weniger dicke Schicht mit Resten der Meeres- und Weichtierfauna gebildet und erhalten.